# Церква Різдва Пресвятої Богородиці (Підлісне, УГКЦ)
Церква Різдва Пресвятої Богородиці в Підлісному — парафія і храм греко-католицької громади Бережанського деканату Тернопільсько-Зборівської архієпархії Української греко-католицької церкви в селі Підлісне Тернопільського району Тернопільської области.

## Історія церкви
Парафія утворена у 1929 році, а храм збудовано у 1932 році. Протягом трьох років парафіяни відвідували церкву в селі Жуків.
До 1946 року парафія і храм діяли в структурі УГКЦ. Згодом, до 1959 року, вони належали РПЦ.
У 1959 році, під час хрущовської антирелігійної кампанії, церкву в Підлісному закрили, використовуючи як склад. Парафіяни знову ходили на служби до Жукова.
На початку 1989 року обласна комуністична влада передала храм РПЦ. Восени 1989 року, коли дозволили легальну діяльність УАПЦ та УГКЦ, віряни розділилися на дві громади. Спочатку більшість, що стала громадою УАПЦ (згодом УПЦ КП), використовувала старий греко-католицький храм.
Згодом православні збудували власну церкву, а у 1999 році давній храм повернули греко-католикам.
Греко-католицька громада діє з 1990 року, а храм — з 1999 року. На території парафії встановлені хрести та фігура Матері Божої.
На початку 2000-х років жителі села — як православні, так і греко-католики — спільними зусиллями збудували пам'ятник «Матерям полеглих героїв».

## Парохи
о. Микола П'ясецький (1932—1941),
о. Зиновій Бачинський (1941—1944),
о. Петро Савицький (1944—1946),
о. Петро Половко (1990—1994),
о. Григорій Федчишин (1994—1996),
о. Ігор Сорокоум (з лютого 1996).